# Christian Dieffenbach
Ludwig Christian Dieffenbach (* 16. Juli 1791 in Angersbach; † 5. August 1853 in Künzell) war ein hessischer Pfarrer, Lehrer und Abgeordneter.

## Familie
Christian Dieffenbach stammt aus einer Pfarrerfamilie. Der Großvater Adam Gerhard Balthasar Dieffenbach (1720–1781) war Pfarrer und Hauslehrer von Johann Hermann Riedesel zu Eisenbach, der Vater Johann Wilhelm Dieffenbach (1755–1813) Pfarrer in Wallenrod und Nieder-Moos. Die Mutter war Sophie Karoline geborene Bender († 2. März 1810). Dieffenbach heiratete am 14. Februar 1818 in Schlitz Friederike geborene Schlez (* 1801), die Tochter des Doktors der Theologie, Kirchenrates und Oberpfarrers in Schlitz, Johann Ferdinand Schlez (1759–1839). Der gemeinsame Sohn Georg Christian Dieffenbach wurde ebenfalls Pfarrer und Abgeordneter.

## Leben
Dieffenbach besuchte 1808 bis 1810 das Pädagogium Gießen und studierte 1810 bis 1812 Theologie an der Universität Gießen. 1812 bis 1814 war er Leiter der Gießener Mädchenschule und 1814 bis 1817 Pfarrer in Altenschlirf. 1817 bis 1840 war er zweiter Pfarrer in Schlitz, 1833 wurde er dort Dekan und 1840 bis 1853 Oberpfarrer.

## Politik
Nach der Märzrevolution wurden die Mitglieder der ersten Kammer der Landstände des Großherzogtums Hessen erstmals gewählt. Dieffenbach wurde 1849 für den Wahlbezirk 4 Lauterbach und Herbstein gewählt und bei der Wahl 1850 im Mandat bestätigt. 1850 wurde er Zweiter Präsident der Kammer und schied mit dem Ende der Wahlperiode 1850 aus.